# Nati nel 1967/Ottobre
| Questa pagina contiene informazioni ricavate automaticamente dalle voci biografiche con l'ausilio del template Bio e di un bot. L'aggiornamento è periodico e automatico e ricostruisce completamente la pagina. Se manca una persona in questa lista, sei pregato di non aggiungerla, ma accertati piuttosto che la sua voce biografica contenga il template Bio e che i dati anagrafici siano correttamente compilati. Se il template Bio manca, inseriscilo tu stesso o, in alternativa, metti l'avviso {{tmp\|Bio}} che ne segnala la mancanza. Se i dati riportati sono sbagliati, correggi direttamente la voce biografica; le modifiche saranno visibili in questa lista entro pochi giorni. Per chiarimenti vedi il progetto biografie. La lista contiene solo le 307 persone che sono citate nell'enciclopedia e per le quali è stato implementato correttamente il template Bio. Pagina aggiornata al 18 ago 2025. |

- 1º ottobre - Albert Capellas, allenatore di calcio e dirigente sportivo spagnolo
- 1º ottobre - Geraldine Heaney, ex hockeista su ghiaccio canadese
- 1º ottobre - Pietro Labriola, dirigente d'azienda italiano
- 1º ottobre - Kathy Liebert, giocatrice di poker statunitense
- 1º ottobre - Pino Marino, cantautore e compositore italiano
- 1º ottobre - Shigeki Morimoto, autore di videogiochi giapponese
- 1º ottobre - Davide Oldani, cuoco e imprenditore italiano
- 1º ottobre - Daniel Timofte, allenatore di calcio e ex calciatore rumeno
- 1º ottobre - Scott Young, ex hockeista su ghiaccio statunitense
- 2 ottobre - Petter Belsvik, allenatore di calcio e ex calciatore norvegese
- 2 ottobre - Vittorio Benedetti, attore italiano
- 2 ottobre - Frank Fredericks, ex velocista e dirigente sportivo namibiano
- 2 ottobre - Juan Carlos García, cavaliere colombiano
- 2 ottobre - Alex Karp, imprenditore statunitense
- 2 ottobre - Karlos Kirby, bobbista statunitense
- 2 ottobre - Thomas Muster, allenatore di tennis e ex tennista austriaco
- 2 ottobre - Ardem Patapoutian, biologo libanese
- 2 ottobre - Martin Švagerko, ex saltatore con gli sci slovacco
- 2 ottobre - Lew Temple, attore statunitense
- 2 ottobre - Gillian Welch, cantautrice statunitense
- 2 ottobre - Hideyuki Yonehara, fumettista giapponese
- 3 ottobre - Ghazi el-Boustani, ex cestista libanese
- 3 ottobre - Tiffany Chin, ex pattinatrice artistica su ghiaccio statunitense
- 3 ottobre - Roxana Cârstea, ex cestista rumena
- 3 ottobre - Eriq Ebouaney, attore francese
- 3 ottobre - Rob Liefeld, fumettista e curatore editoriale statunitense
- 3 ottobre - Takumi Shima, ex calciatore giapponese
- 3 ottobre - Jay Taylor, cestista statunitense († 1998)
- 3 ottobre - Lynda Tolbert-Goode, ex ostacolista statunitense
- 3 ottobre - Maura Viceconte, maratoneta e mezzofondista italiana († 2019)
- 3 ottobre - Denis Villeneuve, regista, sceneggiatore e produttore cinematografico canadese
- 4 ottobre - Francesco Benigno, attore e regista italiano
- 4 ottobre - Vicky Bullett, ex cestista statunitense
- 4 ottobre - Ekin Cheng, cantante e attore cinese
- 4 ottobre - Marius Cheregi, ex calciatore rumeno
- 4 ottobre - Vanessa Daou, cantante americo-verginiana
- 4 ottobre - Nick Green, canottiere australiano
- 4 ottobre - Torsten Kracht, ex calciatore tedesco orientale
- 4 ottobre - Liev Schreiber, attore, sceneggiatore e regista statunitense
- 4 ottobre - Jun Suzuki, allenatore di calcio e ex calciatore giapponese
- 5 ottobre - Danny Cannon, regista, sceneggiatore e produttore cinematografico inglese
- 5 ottobre - Rex Chapman, ex cestista e dirigente sportivo statunitense
- 5 ottobre - Wilson Contreras, ex calciatore cileno
- 5 ottobre - Zhou Fengsuo, attivista cinese
- 5 ottobre - Johnny Gioeli, cantante statunitense
- 5 ottobre - Brian Horne, allenatore di calcio e ex calciatore inglese
- 5 ottobre - Stéphane Ougier, ex rugbista a 15 e dirigente d'azienda francese
- 5 ottobre - Guy Pearce, attore australiano
- 5 ottobre - Jenna Russell, attrice teatrale e cantante britannica
- 5 ottobre - Luis Alfonso Sosa, allenatore di calcio e ex calciatore messicano
- 5 ottobre - Dorian West, rugbista a 15 e allenatore di rugby a 15 inglese
- 6 ottobre - Alberto Agazzani, critico d'arte e critico musicale italiano († 2015)
- 6 ottobre - Attila Ambrus, criminale e hockeista su ghiaccio ungherese
- 6 ottobre - Kennet Andersson, dirigente sportivo e ex calciatore svedese
- 6 ottobre - Bruno Bichir, attore messicano
- 6 ottobre - Gualtiero Grandini, allenatore di calcio e ex calciatore italiano
- 6 ottobre - Ulrike Holmer, ex tiratrice a segno tedesca
- 6 ottobre - Sergi López Segú, calciatore spagnolo († 2006)
- 6 ottobre - Heyneke Meyer, allenatore di rugby a 15 sudafricano
- 6 ottobre - Steven Woolfe, politico britannico
- 7 ottobre - Marcelo Amendola, operaio e sindacalista italiano
- 7 ottobre - Toni Braxton, cantante e attrice statunitense
- 7 ottobre - John Cornforth, allenatore di calcio e ex calciatore gallese
- 7 ottobre - Andrew Dominik, regista e sceneggiatore australiano
- 7 ottobre - Herbert Fritzenwenger, biatleta e fondista tedesco
- 7 ottobre - Samir Guesmi, regista e attore francese
- 7 ottobre - María Corina Machado, politica, ingegnere e attivista venezuelana
- 7 ottobre - Vincent Mathias, direttore della fotografia francese
- 7 ottobre - Fabrice Moreau, ex calciatore camerunese
- 7 ottobre - Neffa, cantautore, rapper e produttore discografico italiano
- 7 ottobre - Adam Taubitz, musicista e compositore tedesco
- 7 ottobre - Blair Thomas, ex giocatore di football americano e allenatore di football americano statunitense
- 8 ottobre - Alberto Battinelli, ex pallanuotista italiano
- 8 ottobre - Joi Cardwell, cantautrice, produttrice discografica e scrittrice statunitense
- 8 ottobre - Primož Gliha, allenatore di calcio e ex calciatore sloveno
- 8 ottobre - Federico Memola, fumettista italiano († 2019)
- 8 ottobre - Teddy Riley, produttore discografico, cantautore e musicista statunitense
- 8 ottobre - Nicoletta Zanini, soprano italiano
- 8 ottobre - Alexander Zorniger, allenatore di calcio tedesco
- 9 ottobre - Maurice Banach, calciatore tedesco († 1991)
- 9 ottobre - Carling Bassett-Seguso, ex tennista canadese
- 9 ottobre - Alejandro Daniel Calvo, attore, sceneggiatore e produttore cinematografico argentino
- 9 ottobre - Curt Clausen, ex marciatore statunitense
- 9 ottobre - Artur Davis, politico e avvocato statunitense
- 9 ottobre - Eddie Guerrero, wrestler statunitense († 2005)
- 9 ottobre - Emanuela Loi, poliziotta italiana († 1992)
- 9 ottobre - Foley Okenla, ex calciatore nigeriano
- 9 ottobre - Gheorghe Popescu, procuratore sportivo, imprenditore e ex calciatore rumeno
- 10 ottobre - Bernhard Bauer, ex sciatore alpino tedesco
- 10 ottobre - Maria Pia Calzone, attrice italiana
- 10 ottobre - Amanda Filipacchi, scrittrice statunitense
- 10 ottobre - Michael Giacchino, compositore statunitense
- 10 ottobre - Aleksej Karelin, regista e sceneggiatore russo
- 10 ottobre - Jonathan Littell, scrittore statunitense
- 10 ottobre - William Mutwol, ex siepista, mezzofondista e maratoneta keniota
- 10 ottobre - Morgan Neville, regista, sceneggiatore e produttore cinematografico statunitense
- 10 ottobre - Gavin Newsom, politico statunitense
- 10 ottobre - Thomas Ritter, ex calciatore tedesco
- 10 ottobre - Laura Stoica, cantante, attrice e compositrice rumena († 2006)
- 10 ottobre - Jacek Zieliński, allenatore di calcio e ex calciatore polacco
- 11 ottobre - Alessandro Bertoglio, giornalista e conduttore radiofonico italiano
- 11 ottobre - Tony Chimel, statunitense
- 11 ottobre - Fabio De Luigi, attore, comico e imitatore italiano
- 11 ottobre - Jay Grdina, ex attore pornografico statunitense
- 11 ottobre - Hevia, musicista spagnolo
- 11 ottobre - Artie Lange, attore, comico e conduttore radiofonico statunitense
- 11 ottobre - Danny Maddix, allenatore di calcio e ex calciatore giamaicano
- 11 ottobre - Ben Marcus, scrittore statunitense
- 11 ottobre - Erik Pedersen, ex calciatore norvegese
- 11 ottobre - Ihor Pinčuk, ex cestista sovietico
- 11 ottobre - Mario Riso, batterista e compositore italiano
- 11 ottobre - Mario Salas, allenatore di calcio e ex calciatore cileno
- 11 ottobre - Taz, ex wrestler e commentatore televisivo statunitense
- 11 ottobre - Isaac C. Singleton Jr., attore statunitense
- 11 ottobre - Peter Thiel, imprenditore e politico statunitense
- 11 ottobre - Gianmarco Tognazzi, attore e conduttore televisivo italiano
- 11 ottobre - Dušan Uhrin Jr., allenatore di calcio e ex calciatore ceco
- 11 ottobre - Linetta Wilson, ex velocista statunitense
- 12 ottobre - Giovanni Benedetto, allenatore di pallacanestro italiano
- 12 ottobre - Mick Harris, batterista britannico
- 12 ottobre - Huang Chung-Yi, ex giocatore di baseball taiwanese
- 12 ottobre - Saara Kuugongelwa-Amadhila, politica namibiana
- 12 ottobre - Paul Laine, cantante canadese
- 12 ottobre - Heinz Moser, allenatore di calcio e ex calciatore svizzero
- 12 ottobre - Frode Olsen, ex calciatore norvegese
- 12 ottobre - Andrew Uwe, ex calciatore nigeriano
- 13 ottobre - Biyi Bandele, scrittore, drammaturgo e regista nigeriano († 2022)
- 13 ottobre - Marco Banderas, attore pornografico uruguaiano
- 13 ottobre - Mauro Dal Sie, ex rugbista a 15 e allenatore di rugby a 15 italiano
- 13 ottobre - Jean-Luc Dogon, ex calciatore francese
- 13 ottobre - Lia Giovanazzi Beltrami, scrittrice e regista italiana
- 13 ottobre - Kenny Green, ex cestista statunitense
- 13 ottobre - Trevor Hoffman, ex giocatore di baseball statunitense
- 13 ottobre - Pablo Laso, allenatore di pallacanestro e ex cestista spagnolo
- 13 ottobre - Hannu Lintu, direttore d'orchestra finlandese
- 13 ottobre - Alfredo Santaelena, ex calciatore e allenatore di calcio spagnolo
- 13 ottobre - Aimone di Savoia-Aosta, dirigente d'azienda italiano
- 13 ottobre - Javier Sotomayor, ex altista cubano
- 13 ottobre - Steve Vickers, ex calciatore inglese
- 13 ottobre - Kate Walsh, attrice statunitense
- 13 ottobre - Aleksander Čeferin, avvocato e dirigente sportivo sloveno
- 14 ottobre - Oscar Bertone, ex tuffatore italiano
- 14 ottobre - Andrej Dobovičnik, allenatore di calcio a 5 e ex giocatore di calcio a 5 sloveno
- 14 ottobre - Heidi Hauge, cantante norvegese
- 14 ottobre - Katja Lesjak, ex sciatrice alpina slovena
- 14 ottobre - Francesco Manneschi, ex tennistavolista italiano
- 14 ottobre - Carlos Antonio Muñoz, calciatore ecuadoriano († 1993)
- 14 ottobre - Gérald de Palmas, cantautore francese
- 14 ottobre - Jason Plato, pilota automobilistico e conduttore televisivo britannico
- 14 ottobre - Alain Roche, ex calciatore francese
- 14 ottobre - Savanna Samson, ex attrice pornografica statunitense
- 15 ottobre - Giuseppe Buluggiu, ex arbitro di calcio a 5 italiano
- 15 ottobre - Katia Ghedina, ex sciatrice alpina italiana
- 15 ottobre - Jean Baptiste Nguyễn Huy Bắc, vescovo cattolico vietnamita
- 15 ottobre - Götz Otto, attore tedesco
- 15 ottobre - Otto M. Schwarz, compositore austriaco
- 15 ottobre - Phil Varone, batterista statunitense
- 15 ottobre - Gustavo Zapata, ex calciatore argentino
- 16 ottobre - Marco Bardazzi, giornalista e scrittore italiano
- 16 ottobre - Emilia Costa, doppiatrice italiana
- 16 ottobre - Jason Everman, chitarrista e ex militare statunitense
- 16 ottobre - Dede Gardner, produttrice cinematografica statunitense
- 16 ottobre - Albin Julius, cantante, musicista e produttore discografico austriaco († 2022)
- 16 ottobre - Taiki Matsuno, doppiatore e attore giapponese († 2024)
- 16 ottobre - Davina McCall, conduttrice televisiva britannica
- 16 ottobre - Alessia Petraglia, politica italiana
- 16 ottobre - Andrea Salvetti, produttore televisivo e conduttore televisivo italiano
- 16 ottobre - Ike Shorunmu, ex calciatore nigeriano
- 17 ottobre - Pampos Christodoulou, allenatore di calcio e ex calciatore cipriota
- 17 ottobre - René Dif, musicista, cantante e attore danese
- 17 ottobre - David Engel, ex tennista svedese
- 17 ottobre - Mark Franchetti, giornalista britannico
- 17 ottobre - Pedro González Vera, ex calciatore cileno
- 17 ottobre - Dmitrij Peskov, politico e diplomatico russo
- 17 ottobre - Aneta Pătrășcoiu, ex nuotatrice romena
- 17 ottobre - Ilie Stan, allenatore di calcio e ex calciatore rumeno
- 17 ottobre - Nathalie Tauziat, ex tennista francese
- 17 ottobre - Marianne Werdel, ex tennista statunitense
- 17 ottobre - Allen West, chitarrista statunitense
- 18 ottobre - Matthias Aebischer, giornalista e politico svizzero
- 18 ottobre - Ștefan Bănică, cantautore e attore romeno
- 18 ottobre - Tony Daley, ex calciatore inglese
- 18 ottobre - Matjaž Florjančič, ex calciatore sloveno
- 18 ottobre - Beth Hirsch, cantautrice statunitense
- 18 ottobre - Hunor Kelemen, politico rumeno
- 18 ottobre - Sergej Koščug, ex giocatore di calcio a 5 e ex calciatore russo
- 18 ottobre - Massimo Rinaldi, ex giocatore di calcio a 5 italiano
- 18 ottobre - Aleksandr Rozenberg, politico moldavo
- 18 ottobre - Eric Stuart, doppiatore e cantante statunitense
- 18 ottobre - Alexander Williams, animatore e fumettista britannico
- 18 ottobre - Lucky Yates, attore, doppiatore e comico statunitense
- 19 ottobre - Hibatullah Akhundzada, politico e militare afghano
- 19 ottobre - Francesco Bonelli, attore, sceneggiatore e regista italiano
- 19 ottobre - Diego Bosis, pilota motociclistico italiano († 2012)
- 19 ottobre - Paolo Caiazzo, attore e cabarettista italiano
- 19 ottobre - Massimiliano Caniato, allenatore di calcio e ex calciatore italiano
- 19 ottobre - Claus Christiansen, ex calciatore danese
- 19 ottobre - Brian Howard, ex cestista statunitense
- 19 ottobre - Eddy Maillet, ex arbitro di calcio seychellese
- 19 ottobre - Giuliano Noci, ingegnere italiano
- 19 ottobre - Elisabetta Pasini, ex cestista italiana
- 19 ottobre - Stefano Pesce, attore italiano
- 19 ottobre - Mauro Piccoli, ex cestista italiano
- 19 ottobre - Yōko Shimomura, compositrice e pianista giapponese
- 20 ottobre - Monica Ali, scrittrice britannica
- 20 ottobre - Quique Andreu, ex cestista spagnolo
- 20 ottobre - Marzuki Badriawan, ex calciatore indonesiano
- 20 ottobre - Mauro De Vecchis, allenatore di calcio italiano
- 20 ottobre - Artur Grigoryan, ex pugile uzbeko
- 20 ottobre - Luigi Lo Cascio, attore e regista italiano
- 20 ottobre - Mario Manzo, allenatore di calcio e ex calciatore italiano
- 20 ottobre - Luck Mervil, attore e cantautore canadese
- 20 ottobre - Roberto Olabe, dirigente sportivo, allenatore di calcio e ex calciatore spagnolo
- 20 ottobre - Francesco Quaranta, oboista italiano
- 20 ottobre - Akira Ryō, pilota motociclistico giapponese
- 20 ottobre - Kjersti Toppe, medico e politica norvegese
- 20 ottobre - Michele Zanutta, ex calciatore italiano
- 21 ottobre - Paulo Bassul, allenatore di pallacanestro e dirigente sportivo brasiliano
- 21 ottobre - Éric Chahi, autore di videogiochi francese
- 21 ottobre - John Connolly, musicista statunitense
- 21 ottobre - Paul Ince, allenatore di calcio e ex calciatore inglese
- 21 ottobre - Waldemar Kikolski, atleta paralimpico polacco († 2001)
- 21 ottobre - Dejan Raičković, allenatore di calcio e ex calciatore montenegrino
- 21 ottobre - Alcindo Sartori, ex calciatore brasiliano
- 21 ottobre - Klaus Schmidt, allenatore di calcio austriaco
- 21 ottobre - Stefano Venturelli, ex judoka italiano
- 21 ottobre - Johan Verstrepen, ex ciclista su strada belga
- 22 ottobre - Rui Correia, allenatore di calcio e ex calciatore portoghese
- 22 ottobre - Kitu Gidwani, attrice indiana
- 22 ottobre - Matjaž Jančič, ex calciatore sloveno
- 22 ottobre - Ulrike Maier, sciatrice alpina austriaca († 1994)
- 22 ottobre - Juan Martagón, ex calciatore spagnolo
- 22 ottobre - Carlos Mencia, attore, comico e autore televisivo statunitense
- 22 ottobre - Ana Beatriz Nogueira, attrice brasiliana
- 22 ottobre - Hamid Rahmouni, ex calciatore algerino
- 22 ottobre - Rita Guerra, cantante portoghese
- 23 ottobre - Dale Crover, batterista statunitense
- 23 ottobre - César Gómez, ex calciatore spagnolo
- 23 ottobre - Salvator Kaçaj, ex calciatore albanese
- 23 ottobre - Ardian Kozniku, allenatore di calcio e ex calciatore croato
- 23 ottobre - Omar Linares, ex giocatore di baseball cubano
- 23 ottobre - Roger Mantovani, conduttore radiofonico, doppiatore e attore italiano († 2025)
- 23 ottobre - Gerald McClellan, ex pugile statunitense
- 23 ottobre - Ambra Orfei, circense e personaggio televisivo italiana
- 23 ottobre - Andy Payton, allenatore di calcio e ex calciatore inglese
- 23 ottobre - Miodrag Radulović, allenatore di calcio e ex calciatore montenegrino
- 23 ottobre - Jaime Yzaga, ex tennista peruviano
- 24 ottobre - Laura Barbieri, ex taekwondoka italiana
- 24 ottobre - Deborah Bergamini, politica italiana
- 24 ottobre - Mounir Boukadida, ex calciatore tunisino
- 24 ottobre - Olo Brown, ex rugbista a 15 neozelandese
- 24 ottobre - Stefano Impallomeni, giornalista e ex calciatore italiano
- 24 ottobre - Jacqueline McKenzie, attrice australiana
- 24 ottobre - Esther McVey, politica britannica
- 24 ottobre - Juanito Victor Remulla, politico filippino
- 24 ottobre - Samir Tabaković, allenatore di calcio e ex calciatore bosniaco
- 24 ottobre - Livo Zanardo, giocatore di curling italiano
- 25 ottobre - Maik Landsmann, ex ciclista su strada tedesco
- 25 ottobre - Marco Liberatore, allenatore di hockey su ghiaccio e ex hockeista su ghiaccio italiano
- 25 ottobre - Martin Marinov, ex canoista bulgaro
- 25 ottobre - Taiyō Matsumoto, fumettista giapponese
- 25 ottobre - Angelo Montrone, dirigente sportivo, allenatore di calcio e ex calciatore italiano
- 25 ottobre - Gary Sundgren, allenatore di calcio e ex calciatore svedese
- 26 ottobre - Douglas Alexander, politico britannico
- 26 ottobre - Michela Vittoria Brambilla, politica, attivista e conduttrice televisiva italiana
- 26 ottobre - Quentin Meillassoux, filosofo francese
- 26 ottobre - Lutz Siebrecht, allenatore di calcio e ex calciatore tedesco
- 26 ottobre - Elisabeth Svantesson, economista e politica svedese
- 26 ottobre - Keith Urban, cantautore e produttore discografico neozelandese
- 26 ottobre - Masaru Yamashita, attore giapponese
- 27 ottobre - Hilde Claes, ex politica belga
- 27 ottobre - Federica D'Astolfo, allenatrice di calcio e ex calciatrice italiana
- 27 ottobre - Jaren Jackson, ex cestista e allenatore di pallacanestro statunitense
- 27 ottobre - Simone Moro, alpinista, scrittore e aviatore italiano
- 27 ottobre - Federica Panicucci, conduttrice televisiva e conduttrice radiofonica italiana
- 27 ottobre - Chris Sawyer, autore di videogiochi britannico
- 27 ottobre - Scott Weiland, cantautore statunitense († 2015)
- 28 ottobre - Sofia di Baviera, principessa tedesca
- 28 ottobre - Joël Cantona, attore e ex calciatore francese
- 28 ottobre - Raúl Ernesto Cardozo, ex calciatore argentino
- 28 ottobre - Monica Chan, attrice e modella hongkonghese
- 28 ottobre - Michael Futa, dirigente sportivo, ex hockeista su ghiaccio e allenatore di hockey su ghiaccio canadese
- 28 ottobre - Kevin Macdonald, regista britannico
- 28 ottobre - Frédéric Martel, sociologo e storico francese
- 28 ottobre - Julia Roberts, attrice e produttrice cinematografica statunitense
- 28 ottobre - John Romero, autore di videogiochi statunitense
- 28 ottobre - Mark Velzeboer, pattinatore di short track olandese
- 28 ottobre - Richard Bona, bassista e compositore camerunese
- 29 ottobre - Thorsten Fink, allenatore di calcio e ex calciatore tedesco
- 29 ottobre - Joely Fisher, attrice statunitense
- 29 ottobre - Paris, rapper e produttore discografico statunitense
- 29 ottobre - Roberto Ripa, dirigente sportivo e ex calciatore italiano
- 29 ottobre - Rufus Sewell, attore britannico
- 30 ottobre - Ty Detmer, ex giocatore di football americano statunitense
- 30 ottobre - Riccardo Gallo, politico italiano
- 30 ottobre - Elena Guarnieri, giornalista, conduttrice televisiva e autrice televisiva italiana
- 30 ottobre - Arsène Hobou, ex calciatore ivoriano
- 30 ottobre - Nikolaj Hübbe, ex ballerino e direttore artistico danese
- 30 ottobre - Leōnidas Kavakos, violinista greco
- 30 ottobre - Elena Lizzi, politica italiana
- 30 ottobre - Ilija Lupulesku, tennistavolista serbo
- 30 ottobre - Fernando Muñoz, ex calciatore spagnolo
- 30 ottobre - João Vitti, attore brasiliano
- 30 ottobre - David White, ex calciatore inglese
- 31 ottobre - Buddy Lazier, pilota automobilistico statunitense
- 31 ottobre - Adam Schlesinger, compositore, bassista e produttore discografico statunitense († 2020)
- 31 ottobre - Vanilla Ice, rapper e attore statunitense